# آشکارندگی ویژه
آشکارندگی ویژه (به انگلیسی: Specific detectivity) یا قابلیت آشکارسازی ویژه، یا *D، برای یک آشکارساز نوری یک عدد شایستگی است برای مشخص‌کردن کارایی آن و برابر با وارون توان معادل نویز (NEP) بهنجارشده بر جذر مساحت در پهنای‌باند فرکانسی حسگر (وارون دوبرابر انتگرال‌گیری زمان) است. آشکارندگی ویژه توسط رابطه زیر مشخص می‌شود:{\displaystyle D^{*}={\frac {\sqrt {A\Delta f}}{NEP}}}
که دراینجا {\displaystyle A} مساحت ناحیه حساس به نور آشکارساز است، {\textstyle \Delta f} پهنای‌باند و اِن‌ایی‌پی توان معادل نویز در واحد [W] است. معمولاً در واحدهای جونز ({\textstyle cm\cdot {\sqrt {Hz}}/W}) به افتخار رابرت کلارک جونز که در ابتدا آن را تعریف کرد، بیان می‌شود.
باتوجه به این‌که توان معادل نویز را می‌توان به‌عنوان تابعی از پاسخ‌دهی {\displaystyle {\mathfrak {R}}}  (در واحد {\textstyle A/W} یا {\textstyle V/W}) بیان‌کرد و چگالی طیفی نویز {\displaystyle S_{n}} (در واحد {\displaystyle A/Hz^{1/2}} یا {\displaystyle V/Hz^{1/2}}) مانند {\textstyle NEP={\frac {S_{n}}{\mathfrak {R}}}} ، معمول است که آشکارندگی ویژه را به‌صورت بیان‌شده ببینیم
{\displaystyle D^{*}={\frac {{\mathfrak {R}}\cdot {\sqrt {A}}}{S_{n}}}} .
اغلب مفید است که آشکارندگی ویژه را برحسب سطوح نسبی نویز موجود در افزاره بیان کنیم. یک عبارت رایج در زیر آورده شده‌است.
{\displaystyle D^{*}={\frac {q\lambda \eta }{hc}}\left[{\frac {4kT}{R_{0}A}}+2q^{2}\eta \Phi _{b}\right]^{-1/2}}
با q به‌عنوان بار الکترونیکی، {\displaystyle \lambda } طول موج مورد نظر، h ثابت پلانک، c سرعت نور، k ثابت بولتزمن، T دمای آشکارساز است، {\displaystyle R_{0}A} محصول ناحیهٔ مقاومت دینامیکی با بایاس-صفر است (اغلب به‌صورت تجربی اندازه‌گیری می‌شود، اما در مفروضات سطح نویز نیز قابل‌بیان است) {\displaystyle \eta } بازدهی کوانتومی افزاره است و {\displaystyle \Phi _{b}} شار کل منبع (اغلب یک جسم‌سیاه) برحسب فوتون/ثانیه/سانتی‌مترمربع است.